# 宁国县
宁国县，中国旧县名，始建制于东汉，为今天安徽省宁国市的主体。

## 历史沿革
- 春秋战国时期先后隶属吴、越、楚国地。秦属鄣郡。
- 汉元封二年（公元前109）属丹阳郡宛陵县。
- 东汉建安十三年（208），孙权分宛陵县南部置怀安县和宁国县，隶属丹阳郡。吴景帝时（258—263）改属故鄣郡。
- 西晋太康二年（281），又分丹阳郡置宣城郡，宁国县属之。南北朝沿旧制。
- 隋开皇九年（589），并怀安，宁国县入宣城县。
- 唐武德三年（620）分宣城县复置怀安县、宁国县，属宣州。武德七年又并入宣城县。此后，怀安县再未设置。唐天宝三年（740）以原怀安、宁国二县地置宁国县，属宣城郡。
- 五代十国时属宣州。
- 北宋属宣城郡。南宋乾道二年（1166）属宁国府。
- 元至元十四年（1277），世祖忽必烈改府为路，宁国属宁国路，元至正十七年（1357），朱元璋改路为府，宁国复属宁国府。明、清相沿。
- 民国元年（1912）废府，宁国县直属安徽省。民国3年属芜湖道，民国21年属宣城首席且长，同年11月，属第九行政督察区，民国29年属第六行政督察区，民国35年改属第七行政督察区。
- 1949年4月23日宁国县被解放军占领，5月隶属宣城专区。1952年1月属徽州专区，1956年2月属芜湖专区，1961年3月复属徽州专区，1980年1月改属宣城地区。

## 后续
1997年3月11日，撤县设市，宁国县改称为宁国市。2000年6月25日，原宣城地区撤地设市后，宁国市由安徽省省辖，委托宣城市代为管理。2006年被安徽省列为12个享有省辖市部分经济社会管理权限的试点县市之一。